# Мале Тешково
Мале Тешково (рос. Малое Тешково) — присілок у Волосовському районі Ленінградської області Російської Федерації.
Населення становить 22 особи. Належить до муніципального утворення Бегуницьке сільське поселення.

## Історія
Від 1 серпня 1927 року належить до Ленінградської області.

## Населення
| 2007 | 2010 | 2017 |
| ---- | ---- | ---- |
| 22   | ↗26  | ↘22  |